# Сосновский (Воронежская область)
Сосно́вский — посёлок в Новохопёрском районе Воронежской области России. Входит в состав Новопокровского сельского поселения.

## Население
| 2010 | 2011 |
| ---- | ---- |
| 26   | →26  |

## Уличная сеть
- ул. Сенная